# Neuköllner Sportfreunde 1907

Vereinslogo

Die Neuköllner Sportfreunde 1907 e. V. sind ein deutscher Sportverein aus Berlin mit zurzeit fünf Mannschaften in verschiedenen Bundesligen. Im Verein werden die Sportarten American Football, Baseball, Basketball, Bowling, Boxen, Cheerleading, Eiskunstlaufen, Fußball, Handball, Hockey, Leichtathletik, Rollkunstlaufen, Sportkegeln, Senioren- und Koronarsport sowie Tanzen ausgeübt.
Die Fußballabteilung der Sportfreunde tritt seit 2012 unter der Bezeichnung NSF Gropiusstadt auf.
Heimstätte der Neuköllner ist der Silbersteinsportplatz, früher agierten die Sportfreunde auch auf der Werner-Seelenbinder-Kampfbahn.

## Abteilungen

### American Football
Die Berlin Bears waren Deutsche Meister im Flagfootball in den Jahren 2007, 2008 und 2009. Seit der Gründung im Jahre 1985 spielten die Bears im deutschen Tackle-Football mit und erreichten die 2. Bundesliga. Nach einem Jahr in der FLE brach das Team später auseinander. 2005 erfolgte der Wiedereinstieg in den Ligabetrieb mit zwei Aufstiegen bis in die Regionalliga.

### Baseball
Die Roosters sind in Berlin-Brandenburg mehrfach Meister geworden. Trainer ist Jesco Veisz. Er trainierte und spielte bis 2003 für die Roosters und war Chef der Juniorennationalmannschaft.

### Basketball
1950 errang die männliche Jugendmannschaft der Neuköllner Sportfreunde im Basketball die deutsche Meisterschaft. Es folgten mehrere Berliner Meisterschaften und Meisterschaften in der Oberliga Nord des DBB sowie vier DBB-Vizemeisterschaften. Bekanntester und erfolgreichster Basketballer, der beim NSF in dieser Zeit gespielt hat, war der DBB-Nationalspieler und Olympiateilnehmer 1972 Klaus Weinand. Drei Spielzeiten, von 1967 bis 1970, spielte das NSF-Männerteam in der Basketball-Bundesliga (BBL) des Deutschen Basketball Bundes (DBB). In den 1980er Jahren spielten die NSF-Basketballer an der Spitze der 2. Bundesliga mit, mussten aber aus Geldmangel auf den sportlich erreichten Aufstieg in die 1. Basketball-Bundesliga verzichten. Anschließend schrumpfte die Basketballabteilung im Mitgliederstand. Der NSF kann regelmäßig gute Platzierungen im Bereich der Maxi-Basketballer, bei den Altersklassenturnieren der Bundesbestenspiele Basketball des DBB verzeichnen, bei denen die älteren Freizeitbasketballer um die vom DBB gestifteten Pokale in Endrundenturnieren der einzelnen Altersklassen spielen.

### Bowling
Die Damenmannschaft steht als deutscher Rekordmeister im Guinness-Buch der Rekorde.
Mit der 28-fachen Deutschen Meisterin und Senioren-Europameisterin Gisela Insinger haben die Neuköllner Sportfreunde die einzige Gesamtdeutsche Meisterin in ihren Reihen.

### Boxen
Im Boxen blicken die Neuköllner Sportfreunde auf eine lange und sehr erfolgreiche Geschichte zurück. Günther Heidemann erboxte bei den Olympischen Spielen in Helsinki 1952 die Bronzemedaille und wurde im gleichen Jahr Deutscher Meister. Dasselbe gelang ihm abermals 1955. Trainingskamerad Harry Kurschat wurde 1953, 1954 und 1956 Deutscher Meister im Leichtgewicht. 1955 gewann Kurschat für die Neuköllner Sportfreunde den ersten Europameistertitel und ein Jahr später bei den Olympischen Spielen in Melbourne Olympiasilber. Er errang daneben sieben Berliner Meistertitel in Folge. Die Boxmannschaft errang unter dem damals bekannten Trainer Sengwein u. a. mit Boxern wie Günther Heidemann, Herbert Heide, Harry Kurschat sowie Günther Haase Berliner- und Brandenburgische Meisterschaften, sowie die deutsche Mannschaftsvizemeisterschaft 1951.
Über Berlin hinaus bekannt und erfolgreich waren Oliver, Robert und Peter Suckrow, Klaus Niketta, Detlef Koch, Gerd Manthey, Theo Rygiel, Ralf und Graciano Rocchigiani, Lothar Radtke, Manfred Höhnow, Gunnar Jenssen, Leo Kakolewicz und Andreas Ginnow. 1978 gewannen NSF-Boxer fünf von 10 deutschen Juniorenmeistertiteln, was in der deutschen Boxgeschichte einmalig ist. Die Gebrüder Rocchigiani wurden bei den Profis Weltmeister.
In besonderer Weise erfolgreich war seit Ende der 80er bis 1996 Oktay Urkal. Der 1970 in Berlin geborene Sohn türkischer Eltern gewann acht Mal in Folge die Berliner Meisterschaften. Als er 1991 türkischer Meister wurde und trotzdem nicht mit nach Barcelona durfte, entschloss er sich, die deutsche Staatsbürgerschaft anzunehmen. Seit 1992 wurde er zum erfolgreichsten deutschen Boxer überhaupt. Zwei deutsche Mannschaftsmeisterschaften, drei deutsche Meistertitel, die Vizeeuropameisterschaft 1994, Bronze bei den Weltmeisterschaften 1993 und 1995, zahlreiche Siege bei internationalen Turnieren, Militärweltmeisterschaft und Weltcupsieg 1994, Europameisterschaft und Silber bei den Olympischen Spielen 1996 in Atlanta. Oktay Urkal wurde vier Mal in Folge Neuköllner Sportler des Jahres und wurde vom Bezirk mit der Neuköllner Ehrennadel sowie vom Bundesinnenminister mit dem Silbernen Lorbeerblatt ausgezeichnet. 1996 wechselte Urkal zu den Profis.
In den Jahren 2003 und 2004 wurde Konstantin Buga Deutscher Juniorenmeister und 2005 bis 2007 auch Deutscher Meister der Männer, überdies 2006 Militär-Vizeweltmeister. 2007 und 2009 erboxte er jeweils den 5. Platz bei den Weltmeisterschaften, wechselte dann aber berufsbedingt zum Velberter BC 22.
Im Frauenboxen wurde Helena Kalinowski 2005 und 2006 jeweils deutsche Vizemeisterin sowie 2007 Deutsche Meisterin und ist, wie ihre Schwester Natali, auch Deutsche Meisterin im Kickboxen. Natali Kalinowski ist die Deutsche Meisterin der Jahre 2005 bis 2007, Yana Kultisheva Deutsche Meisterin 2006 und 2007.

### Cheerleading
Die Berlin Bears Cheerleader bilden eine selbstständige Abteilung. Sie erreichten die deutsche Vizemeisterschaft. Nach dem Neuaufbau ab dem Jahre 2000 kamen auch die Cheerleader zurück und konnten ihre Zahl seither mehr als verzehnfachen. In der Saison 2024/25 gelang es den Lady Bears in die zweie Nachwuchsbundesliga aufzusteigen.
Die Berlin Bears Cheerleader feierten 2024 große Erfolge: Die Lady Bears wurden Deutscher Meister und Bears Xtreme sicherten sich den Landesmeistertitel Berlin sowie den Vizetitel bei den Weltmeisterschaften. Sie sind außerdem amtierende Landesmeister 2025 und konnten sich als WORLDS BID Gewinner 2026 ihr Ticket ("bid") sichern, um 2026 bei den Cheerleading Worlds in Orlando anzutreten.

### Eissport
Die Abteilung Eiskunstlauf wurde 1951 gegründet. Als Sportstätte dient das Eisstadion Neukölln.
In den 1930er und 1950er Jahren war eine Eishockeymannschaft der Sportfreunde im Spielbetrieb.

### Fußball
Die Neuköllner Sportfreunde wurden 1907 als Jugend-Club Rixdorf gegründet und traten ab 1917 unter der Bezeichnung Sport-Vereinigung Hellas 1907 Neukölln erstmals als eigenständiger Fußballverein an. 1920 fusionierte Hellas 1907 mit dem Neuköllner SC 1920 zu den Sportfreunden Neukölln. Nach weiteren Anschlüssen des Neuköllner FC (1920) und der FT 1904 Britz (1933) vollzogen die Neuköllner 1940 eine weitere Namensänderung in Neuköllner SC. Auf sportlicher Ebene spielte der Club bis Ende des Zweiten Weltkrieges keine bedeutende Rolle in Berlin.

Historisches Logo

Historisches Logo

1945 wurde der Club aufgelöst und als SG Neukölln-Süd neu gegründet. Bereits 1947 kehrten die Berliner zum historischen Namen Sportfreunde Neukölln zurück, konnten sich aber nicht auf Anhieb im höherklassigen Fußball etablieren. Die erfolgreichsten Zeiten der Sportfreunde begannen 1964 mit dem erstmaligen Aufstieg in die Amateurliga Berlin. Mussten die Sportfreunde in der Auftaktsaison noch den sofortigen Wiederabstieg hinnehmen, kamen sie bereits 1966 zurück, und stiegen vor den favorisierten Mannschaften des BFC Meteor 06 und VfL Nord Berlin überraschend in die Regionalliga Berlin auf. Im Stile einer Fahrstuhlmannschaft stiegen die Neuköllner mit dem VfB Hermsdorf postwendend wieder ab, in der Spielzeit 1968/69 aber bereits wieder auf. Auch im zweiten Anlauf waren die Sportfreunde mit lediglich acht Saisonpunkten chancenlos und stiegen Anfang der 1970er Jahre auch aus der Amateurliga ab.
Nach einem Jahrzehnt in unterklassigen Ligen meldeten sich die Neuköllner Sportfreunde 1980 in der Fußball-Oberliga Berlin zurück. Konnten die ersten drei Spielzeiten noch mit gesicherten Mittelfeldplätzen gehalten werden, erfolgte der endgültige Abstieg im Jahr 1985. Eine Rückkehr in den höherklassigen Lokalfußball West-Berlins gelang den Sportfreunden nicht mehr. Am 1. Juli 2001 fusionierte die Fußballabteilung der Neuköllner Sportfreunde mit dem Rudower SV zu den Sportfreunden Neukölln-Rudow. Die letzten Erfolge wurden vor allem im Seniorenbereich gefeiert: 2007 wurde die Mannschaft bei der erstmals ausgetragenen deutschen Meisterschaft Ü40 deutscher Vizemeister. Im Jahr 2012 gewann die Ü50 die erstmals ausgetragene deutsche Ü50-Meisterschaft.
Im Februar 2012 wurde bei der Jahreshauptversammlung die Umbenennung der Abteilung von SF Neukölln-Rudow zu NSF Gropiusstadt beschlossen und mit dem 1. Juli 2012 wirksam.
Aktuell (Saison: 2019/20) besitzt die Fußballabteilung des Vereins keine Jugendmannschaften mehr. Jedoch ist die Männerabteilung mit neun verschiedenen Mannschaften recht breit aufgestellt.
Zur Vereinsfamilie gehören neben der ersten und zweiten Herrenmannschaft eine Ü32, zwei Ü40, drei Ü50 und eine Ü60-Mannschaft.

#### Statistik
- Teilnahme Regionalliga Berlin: 1967/68, 1969/70
- Teilnahme Oberliga Berlin: 1980/81 bis 1984/85
- Teilnahme Amateurliga Berlin: 1964/65, 1966/67, 1968/69, 1970/71, 1971/72
- Teilnahme deutsche Amateurmeisterschaft: 1967 (1. HR 0:2, 1:5 gegen den 1. FC Köln/Amateure)

| Saison  | Spielklasse | Liga                    | Position | Spiele | S  | U  | N  | Tore    | Differenz | Punkte | Pokal (Berlin)                                          | Bemerkungen                                                                |
| ------- | ----------- | ----------------------- | -------- | ------ | -- | -- | -- | ------- | --------- | ------ | ------------------------------------------------------- | -------------------------------------------------------------------------- |
| 1990/91 | VI          | Kreisliga A – Staffel 2 | 07/16    | 30     | 12 | 07 | 11 | 057:46  | 0+11      | 31:29  | …                                                       |                                                                            |
| 1991/92 | VI          | Kreisliga A – Staffel 2 | 03/16    | 30     | 17 | 07 | 06 | 062:32  | 0+30      | 41:19  | …                                                       | Aufstieg                                                                   |
| 1992/93 | V           | Landesliga – Staffel 2  | 09/16    | 30     | 09 | 08 | 13 | 049:59  | 0−10      | 26:34  | …                                                       | Liga-System Umstrukturierung / Bisher erfolgreichste Saison nach der Wende |
| 1993/94 | V           | Landesliga – Staffel 2  | 16/17    | 32     | 06 | 07 | 19 | 055:84  | 0−29      | 19:45  | …                                                       | Abstieg                                                                    |
| 1994/95 | VII         | Bezirksliga – Staffel 2 | 05/16    | 30     | 12 | 09 | 09 | 061:55  | 0+6       | 33:27  | …                                                       | Liga-System Umstrukturierung                                               |
| 1995/96 | VII         | Bezirksliga – Staffel 2 | 05/16    | 30     | 13 | 09 | 08 | 064:47  | 0+17      | 48     | …                                                       |                                                                            |
| 1996/97 | VII         | Bezirksliga – Staffel 1 | 12/16    | 30     | 09 | 08 | 13 | 043:61  | 0−18      | 35     | …                                                       |                                                                            |
| 1997/98 | VII         | Bezirksliga – Staffel 1 | 13/16    | 30     | 08 | 10 | 12 | 047:49  | 0−2       | 34     | …                                                       |                                                                            |
| 1998/99 | VII         | Bezirksliga – Staffel 1 | 08/16    | 30     | 12 | 06 | 12 | 047:48  | 0−1       | 42     | …                                                       |                                                                            |
| 1999/00 | VII         | Bezirksliga – Staffel 2 | 17/17    | 32     | 02 | 01 | 29 | 030:123 | 0−93      | 07     | …                                                       | Abstieg                                                                    |
| 2000/01 | VIII        | Kreisliga A – Staffel 3 | 06/16    | 30     | 13 | 03 | 14 | 062:66  | 0−4       | 52     | …                                                       | Aufstieg wegen Umstrukturierung der Bezirksliga                            |
| 2001/02 | VII         | Bezirksliga – Staffel 3 | 10/16    | 30     | 10 | 06 | 14 | 054:75  | 0−21      | 36     | …                                                       | Fusion mit dem Rudower SV – Umbenennung in SF Neukölln-Rudow               |
| 2002/03 | VII         | Bezirksliga – Staffel 2 | 07/16    | 30     | 12 | 07 | 11 | 065:59  | 0+6       | 43     | …                                                       |                                                                            |
| 2003/04 | VII         | Bezirksliga – Staffel 3 | 05/16    | 30     | 13 | 06 | 11 | 071:51  | 0+20      | 45     | …                                                       |                                                                            |
| 2004/05 | VII         | Bezirksliga – Staffel 3 | 06/16    | 30     | 13 | 09 | 08 | 072:48  | 0+24      | 48     | …                                                       |                                                                            |
| 2005/06 | VII         | Bezirksliga – Staffel 3 | 09/16    | 30     | 12 | 03 | 15 | 068:79  | 0−11      | 39     | …                                                       |                                                                            |
| 2006/07 | VII         | Bezirksliga – Staffel 3 | 12/16    | 30     | 10 | 07 | 13 | 051:69  | 0−18      | 37     | …                                                       |                                                                            |
| 2007/08 | VII         | Bezirksliga – Staffel 3 | 05/16    | 30     | 16 | 04 | 10 | 073:42  | 0+31      | 52     | 3. Hauptrunde (2:3 gegen Berlin Hilalspor)              |                                                                            |
| 2008/09 | VIII        | Bezirksliga – Staffel 2 | 11/16    | 30     | 09 | 06 | 15 | 045:51  | 0−6       | 33     | 2. Hauptrunde (3:4 gegen BW Hohenschönhausen)           | Liga-System Umstrukturierung                                               |
| 2009/10 | VIII        | Bezirksliga – Staffel 1 | 16/16    | 30     | 06 | 05 | 19 | 038:75  | 0−37      | 23     | 2. Hauptrunde (1:2 gegen BFC Tur Abdin)                 | Abstieg                                                                    |
| 2010/11 | IX          | Kreisliga A – Staffel 1 | 14/16    | 30     | 10 | 02 | 18 | 055:81  | 0−26      | 32     | 1. Hauptrunde (0:3 gegen SD Croatia Berlin)             |                                                                            |
| 2011/12 | X           | Kreisliga B – Staffel 3 | 04/16    | 30     | 16 | 07 | 07 | 101:56  | 0+45      | 55     | 2. Hauptrunde (1:10 gegen 1. FC Wilmersdorf)            |                                                                            |
| 2012/13 | X           | Kreisliga B – Staffel 4 | 03/14    | 26     | 15 | 06 | 05 | 082:31  | 0+51      | 51     | 2. Hauptrunde (0:3 gegen 1. FC Wilmersdorf)             | Umbenennung in NSF Gropiusstadt                                            |
| 2013/14 | X           | Kreisliga B – Staffel 3 | 01/16    | 30     | 24 | 03 | 03 | 118:34  | 0+84      | 75     | 1. Hauptrunde (0:5 gegen Nordberliner SC)               | Aufstieg                                                                   |
| 2014/15 | IX          | Kreisliga A – Staffel 3 | 06/16    | 30     | 13 | 06 | 11 | 65:61   | 0+4       | 45     | 2. Hauptrunde (2:3 n. V. gegen Nordberliner SC)         |                                                                            |
| 2015/16 | IX          | Kreisliga A – Staffel 4 | 15/15    | 28     | 04 | 03 | 21 | 033:92  | 0−59      | 15     | 1. Hauptrunde (1:2 gegen SG Rotation Prenzlauer Berg)   | Abstieg                                                                    |
| 2016/17 | X           | Kreisliga B – Staffel 2 | 01/16    | 30     | 23 | 03 | 04 | 133:44  | 0+89      | 72     | 1. Hauptrunde (0:9 gegen TSV Mariendorf 1897)           | Aufstieg                                                                   |
| 2017/18 | IX          | Kreisliga A – Staffel 2 | 09/16    | 30     | 12 | 04 | 14 | 080:72  | 0+8       | 40     | Qualifikationsrunde (3:5 gegen VfB Berlin 1911)         |                                                                            |
| 2018/19 | IX          | Kreisliga A – Staffel 2 | 12/14    | 26     | 06 | 05 | 15 | 052:92  | 0−40      | 23     | Qualifikationsrunde (2:4 gegen SSV Köpenick-Oberspree)  |                                                                            |
| 2019/20 | IX          | Kreisliga A – Staffel 1 | 03/16    | 20     | 14 | 01 | 05 | 049:26  | 0+23      | 02,15  | 2. Hauptrunde (2:4 gegen FSV Berolina Stralau)          | Saisonabbruch wegen Corona-Pandemie, Aufstieg                              |
| 2020/21 | VIII        | Bezirksliga – Staffel 2 | 15/17    | 03     | 0  | 0  | 03 | 06:13   | 0−7       | 0      | Qualifikationsrunde (0:3 gegen SV Adler Berlin)         | Saisonabbruch wegen Corona-Pandemie                                        |
| 2021/22 | VIII        | Bezirksliga – Staffel 1 | 10/16    | 30     | 11 | 03 | 16 | 076:89  | 0−13      | 36     | 1. Hauptrunde (2:4 n. V. gegen VfB Hermsdorf)           |                                                                            |
| 2022/23 | VIII        | Bezirksliga – Staffel 2 | 16/16    | 30     | 03 | 01 | 26 | 024:127 | −103      | 10     | 1. Hauptrunde (0:8 gegen TuS Makkabi Berlin)            | Abstieg                                                                    |
| 2023/24 | IX          | Kreisliga A – Staffel 3 | 11/16    | 30     | 11 | 03 | 16 | 67:61   | 0+6       | 36     | Qualifikationsrunde (1:3 n. V. gegen FC Polonia Berlin) |                                                                            |
| 2024/25 |             |                         |          | …      | …  | …  | …  | …       | …         | …      | 1. Hauptrunde (0:2 gegen FC Bosna)                      |                                                                            |

### Handball
Die NSF-Handballer spielten für einige Jahre in einer Spielgemeinschaft unter dem Namen HSG NSF/Südost. Die Männer standen mehrfach in den letzten Jahren im Berliner Pokalfinale und wurden Berliner Vizemeister. Die weibliche Jugend gewann eine Reihe Berliner Titel und Pokale und 1988 die deutsche Meisterschaft.

### Hockey
Die Hockeyabteilung zählte seit den 1950er bis in die 1970er Jahre zur deutschen Spitze. 1970, 1971 und 1972 errang die Mannschaft den deutschen Hallentitel. Die derzeitige Männermannschaft spielt derzeit (Stand 2009) in der 2. Hallenhockey-Bundesliga.

### Leichtathletik
Paul Sievert war im Bereich Leichtathletik 1924 Deutscher Meister für die NSF. Im 50-Kilometer-Gehen bei den deutschen Meisterschaften erreichte er die damalige Weltrekordzeit von 4:34:03 h. Zuvor war er Brandenburgischer Meister im 5000-Meter-Gehen geworden und hatte einen deutschen Rekord über 15 Kilometer und einen weiteren Weltrekord über 25 Kilometer aufgestellt. Sievert verteidigte 1925 souverän seinen deutschen Titel und förderte gemeinsam mit Arthur Schwab die Nachwuchsarbeit des Vereins, sodass die Neuköllner Sportfreunde zu dieser Zeit das stärkste Geherteam Europas stellten.
Sein Vereinskamerad Arthur Schwab, der schon 1920 die erste Brandenburgische Meisterschaft im 25-Kilometer-Gehen für sich entschieden hatte, wurde Fünfter der Olympischen Spiele 1924 im 10.000-Meter-Gehen, startete allerdings für die Schweiz, wo er im Folgejahr über 3 und 10 Kilometer Landesmeister wurde. Danach nur noch für die Schweiz startend, stellte er am 8. Oktober 1934 an den Internationalen Lauftagen in Riga auf der 20-Meilen-Strecke (engl. Meilen = 32,186 km) mit 2:42:13 h einen neuen Weltrekord auf, unterbot den alten Weltrekord aus dem Jahr 1870. Bei den Europameisterschaften der Leichtathletik in Turin 1934 wurde Schwab Vizeeuropameister hinter dem Letten Janis Dahlinsch. 1936 gewann A. T. Schwab bei Olympia in Berlin die Silbermedaille hinter dem Briten Witlock auf der 50-Kilometer-Distanz. A. T. Schwabs Sohn Fritz Schwab gewann bei den Europameisterschaften 1946 im 10.000-Meter-Gehen Silber und bei den Europameisterschaften 1950 im 10.000-Meter-Gehen Gold.
Ende der 1980er Jahre prägte vor allem Kerstin Preßler das Bild der Neuköllner Sportfreunde. Sie gewann mehrere deutsche Meisterschaften im Cross- und Straßenlauf, war Olympiateilnehmerin in Seoul 1988, WM-Teilnehmerin in Rom und krönte ihre Karriere mit dem Weltmeistertitel im Straßenlauf mit der deutschen Mannschaft.
Ebenfalls aus der Leichtathletikabteilung kam Hochspringer Martin Buß. Er wurde quasi aus dem Nichts Berliner-, Norddeutscher und Deutscher Jugendmeister. 1995 erreichte er die Junioren-Vizeeuropameisterschaft im Hochsprung. Dann wechselte er den Verein. Bei den Weltmeisterschaften der Leichtathleten 1999 gewann er Bronze und krönte seine Laufbahn mit dem Weltmeistertitel im Hochsprung 2001. Bald danach musste er seine Laufbahn verletzungsbedingt beenden. Er kehrte zu den Neuköllner Sportfreunden zurück uns spielt dort in der 1. Männermannschaft Fußball.
Läufer Ingo Sensburg wurde in den 1970er Jahren Halleneuropameister über 3000 Meter. Er ist Berliner Rekordmeister in allen Sportarten, denn er erreichte bisher rund 200 Berliner Meistertitel. Mit zwei Seniorenweltmeisterschaften und zahlreichen weiteren Titeln erlief sich Ingo Sensburg in seiner Karriere insgesamt weit über 250 Goldmedaillen und unzählige Platzierungen.

### Rollkunstlaufen
Die Rollkunstläufer der Neuköllner Sportfreunde errangen 1954 durch Gisela Schulze und Horst Hellmich einen deutschen Meistertitel im Paarlaufen. In den 1970er Jahren gab es vor allem auf Berliner Ebene zahlreiche Meistertitel im Rollkunstlauf aber auch auf dem Eis.
Seit mehreren Jahren betreibt die Eis- und Rollsport-Abteilung eine jährliche Eislauflernschule und ein Rollkunstlaufprojekt in Zusammenarbeit mit dem Bezirksamt Neukölln. Trainer der Abteilung sind der ehemalige WM-Fünften Ton van de Weijer und Ingrid Jung-Fringel.
In dieser Zeit gewann Monika Lis Titel der Berliner und norddeutschen Meisterschaften. Sie wurde Deutsche Meisterin und 2001 Europameisterin ihrer Altersklasse. Sie gewann Bronzemedaillen bei den Juniorinneneuropameisterschaften sowie 2009 bei den World Games in der Meisterklasse, was einer olympischen Medaille gleichzusetzen ist.

### Sportkegeln
Die Kegelsportlerinnen der Neuköllner Sportfreunde stiegen in den letzten Jahren mehrfach bis in die 1. Bundesliga auf. Im Herrenbereich spielen die Asphaltkegler in der Spitzengruppe der 2. Bundesliga. Mehrfach wurden Berliner und deutsche Meisterschaften von NSF-Keglern erspielt.
Mit Nicole Müller spielt eine der erfolgreichsten Classic-Keglerinnen der Welt beim NSF. Als sie im Jahre 2002 drei ihrer insgesamt fünf Weltmeistertitel gewann, war stand sie zugleich auf Platz 1 der Weltrangliste.

### Tanzen
Die Tanzsportabteilung Weiss-Gold-Casino organisiert regelmäßig Großveranstaltungen wie Europa- und Weltmeisterschaften oder den Ball des Neuköllner Sports.

## Personen
- Martin Buß, Hochsprung-Weltmeister
- Oktay Urkal, Boxer, Olympiasilber, Europameister
- Günther Heidemann, Boxer, Olympiabronze
- Harry Kurschat, Boxer, Olympiasilber, Europameister
- Ingo Sensburg, Langstreckenläufer, Halleneuropameister
- Nicole Müller, Sportkeglerin, Weltmeisterin
- Gisela Insinger, Bowlingspielerin, einzige gesamtdeutsche Meisterin
- Jesco Veisz, Baseballspieler, Chefbundestrainer
- Monika Lis, Rollkunstläuferin, Deutsche Meisterin, Worldgames Bronze
- Klaus Weinand, Basketballnationalspieler
- Artur Stolz, Basketballnationalspieler
- Lisa-Marie Kwayie, Deutsche Sprintmeisterin
- Antonio Rüdiger, Fußball-Nationalspieler